# Сіракумо (1927)
Сіракумо (Shirakumo, яп. 白雲) — ескадрений міноносець Імперського флоту Японії, який брав участь у Другій світовій війні.
Корабель, який став восьмим серед есмінців типу «Фубукі», спорудили у 1928 році на верфі Fujinagata в Осаці.
На момент вступу Японії до Другої світової війни «Сіракумо» належав до 12-ї дивізії ескадрених міноносців, яка 26 листопада 1941-го прибула з Японії до порту Самах (острів Хайнань). 4 грудня «Сіракумо» та ще 9 есмінців і легкий крейсер вийшли з Самаху, супроводжуючи 18 транспортів з військами для висадки на півострові Малакка. Через кілька діб на підході до півострова конвой розділився на 4 загони, які попрямували для висадки у Сурат-Тані і Патані, Сінгорі (всі — Сіам) та Кота-Бару (британська Малая), при цьому «Сіракумо» та ще один есмінець забезпечували висадку в Паттані. Висадка успішно відбулася в ніч проти 8 грудня (тобто одночасно з нападом на Перл-Гарбор — але по іншу сторону лінії зміни дат), а 11 грудня «Сіракумо» прибув до бухти Камрань (центральна частина узбережжя В'єтнаму).
13 грудня 1941-го «Сіракумо» разом зі ще 2 есмінцями та легким крейсером розпочав супроводження загону транспортів, що везли десант до центру нафтовидобутку Мірі на північно-західному узбережжі Борнео (додаткове прикриття забезпечував загін із 2 важких крейсерів у ескорті 2 есмінців). Висадка відбулася в ніч проти 16 грудня та доволі швидко завершилась успіхом.
22 грудня 1941-го «Сіракумо» разом зі ще одним есмінцем (один був потоплений біля Мірі нідерландською авіацією) та легким крейсером почав супроводження конвою транспортів до Кучінга (інший центр нафтовидобутку на тому ж узбережжі Борнео за кілька сотень кілометрів на південний захід від Мірі). Висадка в Кучінгу відбулася в ніч проти 24 грудня і тієї ж доби «Сіракумо» взяв участь у порятунку вцілілих з есмінця «Сагірі», який був потоплений нідерландським підводним човном. Через якийсь час «Сіракумо» пройшов назад до Камрані.
На початку січня 1942-го «Сіракумо» разом зі ще одним есмінцем виходив з Камрані для супроводу трьох важких крейсерів, які прикривали проходження Третього Малайського конвою. Останній віз підкріплення з Формози до півострова Малакка та прибув до Сінгори 8 січня.
16—19 січня 1942-го ескадра, до якої належав «Сіракумо», виходила з Камрані для супроводу 5 важких та 3 легких крейсерів. Такі дії пояснювались отриманням японським командуванням хибних даних про прибуття до Сінгапуру чергового британського лінкора.
За кілька тижнів «Сіракумо» залучили до операції з висадки на сході острова Суматра поблизу центру нафтовидобутку в Палембанзі. 10 лютого 1942-го він разом зі ще 2 есмінцями та легким крейсером вийшов з Камрані для супроводу головного з'єднання з 5 важких крейсерів. Існують дані, що 14 лютого «Сіракумо» потопив британське судно, яке покинуло Сінгапур, що перебував на межі падіння (можливо відзначити, що в підсумку лише три з понад чотирьох десятків суден, які в останні дні вийшли з Сінгапуру, змогли досягнути дружніх портів). У ніч проти 15 лютого японці здійснили висадку на острів Бангка (біля північно-східного узбережжя Суматри) та стали готуватись до просування річкою в напрямку Палембанга, де ще 14 числа викинули повітряний десант. 15 лютого крейсерський загін націлили на ворожу ескадру, що наближалась від Яви, втім, уже під попередніми ударами авіації союзники відступили.
Невдовзі корабель залучили до операції зі вторгнення на захід Яви. 18 лютого з Камрані вийшли 56 транспортів, при цьому первісно їх безпосередній ескорт становили легкий крейсер і 10 есмінців. 21 лютого в районі островів Анамбас (дві з половиною сотні кілометрів на північний схід від Сінгапура) до них приєднались ще один легкий крейсер та 5 есмінців, серед них «Сіракумо». На підході до Яви конвой розділився на три основні загони, які рушили до визначених їм пунктів висадки. «Сіракумо» разом з 5 іншими есмінцями прикривали операцію у Мерак (східне узбережжя Зондської протоки за сотню кілометрів на захід від Батавії). Висадка відбулася в ніч проти 1 березня та пройшла на цій ділянці без ускладнень (а от основний загін, що прикривав десант у розташованій дещо на схід затоці Бантам, атакували ворожі крейсери, які намагались вирватися в Індійський океан після поразки в битві в Яванському морі — зіткнення, відоме як бій у Зондській протоці).
Того ж 1 березня 1942-го до Індійського океану спробував пройти нідерландський есмінець HNLMS Evertsen. З нього бачили сполохи бою в Зондській протоці і спробували обійти район зосередження ворожих сил. Втім, в якийсь момент Evertsen наштовхнувся на японські кораблі, що прикривали висадку в Мераку (останній лежить ближче до власне Зондської протоки, ніж затока Бантам). «Сіракумо» разом з есмінцем «Муракумо» вступили в бій з ворожим кораблем та пошкодили його. HNLMS Evertsen викинувся на берег острова Себуку (в Зондській протоці ближче до Суматри), після чого на ньому здетонував боєзапас.
Наступною операцією для «Сіракумо» стало взяття під контроль північної Суматри. Цього разу він з 4 іншими есмінцями охороняв загін із 5 важких крейсерів, який з 9 по 15 березня 1942-го виходив для дистанційного прикриття транспортної групи.
20 березня 1942-го «Сіракумо» у складі загону із 2 легких крейсерів та 7 есмінців вийшов з Пенангу для супроводу 9 транспортів, що мали висадити десант на Андаманських островах. 23 березня відбулась висадка в Порт-Блер, яка не зустріла спротиву.
Тим часом японське ударне авіаносне з'єднання вийшло в Індійський океан та попрямувало для удару по Цейлону. Північніше в Бенгальській затоці проти судноплавства мали діяти легкий авіаносець та 5 важких крейсерів. Останні рушили 1 квітня 1942-го з південнобірманського Мергуй (наразі М'єй на східному узбережжі Андаманського моря) у супроводі 4 есмінців, при цьому 3 квітня цей ескорт замінили чотирма іншими есмінцями, серед яких був і «Сіракумо». 6 квітня крейсерський загін розділився на три групи та провів бліц на ворожих комунікаціях. «Сіракумо» при цьому охороняв північну групу з важких крейсерів «Кумано» та «Судзуя», яка потопила 6 транспортів. У підсумку рейдовий загін прибув до Сінгапура, а 13—22 квітня 1942-го «Сіракумо» прямував звідси до Куре, де пройшов доковий ремонт.
Невдовзі «Сіракумо» взяв участь в операції, яка мала за мету захоплення атола Мідвей та створення баз на Алеутських островах. Разом зі ще 10 есмінцями він охороняв загін адмірала Такасу, що здійснював прикриття операції на Алеутах та повернувся до Японії 14 червня 1942-го.
30 червня 1942-го «Сіракумо» разом зі ще 9 есмінцями та легким крейсером полишив Внутрішнє Японське море та 2 липня прибув на Амаміосіму (архіпелаг Рюкю). 15 липня цей загін рушив до Південно-Східної Азії з метою передусім взяти участь у новому рейді до Індійського океану, що готувався японським командуванням. Кораблі пройшли через Сінгапур, зайшли до Сабангу (острівець біля північного завершення Суматри), а 31 липня прибули до Мергуй. За добу до того сюди прибули з Японії 2 важкі крейсери в супроводі іншої групи есмінців, крім того, до Мергую збирались кораблі, що вже були в регіоні. Втім, через тиждень союзники висадились на сході Соломонових островів, що започаткувало шестимісячну битву за Гуадалканал та змусило японське командування перекидати сюди підкріплення. Як наслідок, рейд до Індійського океану скасували, а більшість зібраних для цього сил спрямували до Океанії.
8 серпня 1942-го дивізія «Сіракумо» полишила Мергуй. На відміну від передового загону, що поспішив для підсилення головних сил зібраного у Океанії угруповання, вона 17 серпня зайшла до Давао, звідки рушила 19 числа, ескортуючи конвой з військами. 23 серпня загін зайшов на атол Трук у центральній частині Каролінських островів (тут ще до війни створили потужну базу японського ВМФ, з якої до лютого 1944-го провадились операції в низці архіпелагів).
24 серпня 1942-го «Сіракумо» та ще 3 есмінці й легкий крейсер розпочали ескортування 2 транспортів з підкріпленнями для Гуадалканалу. На переході 26 серпня надійшов наказ терміново доправити частину бійців на Гуадалканал, для чого в районі за 1200 км на північний захід від острова їх передали на есмінці (а транспорти вирушили під прикриттям крейсера до Рабаула — головної передової бази в архіпелазі Бісмарка, з якої здійснювались операції на Соломонових островах та сході Нової Гвінеї). Недостатній запас пального на есмінцях не дозволяв їм провести весь рейс на високій швидкості та мінімізувати перебування біля Гуадалканалу у світлу пору дня. Як наслідок, 28 серпня за півтори сотні кілометрів на північ від острова, біля північного входу до протоки між островами Санта-Ісабель та Малаїта, американська авіація атакувала загін, потопила один та пошкодила два есмінці. Серед останніх був «Сіракумо», який унаслідок прямого влучання бомби втратив хід. Втім, есмінець «Амагірі» узяв його на буксир, а потім цю функцію перебрав на себе мінний загороджувач «Цугару», що в супроводі есмінця «Кагеро» вийшов назустріч з якірної стоянки Шортленд (прикрита групою невеликих островів Шортленд акваторія біля південного завершення острова Бугенвіль, де зазвичай відстоювались бойові кораблі та перевалювались вантажі для подальшої відправки далі на схід Соломонових островів). 30 серпня «Сіракумо» привели на Шортленд, а 6―9 вересня танкер «Тоа-Мару» провів його на буксирі на Трук. Після проведення аварійного ремонту, «Сіракумо» 30 вересня — 8 жовтня зміг самостійно пройти для повноцінного відновлення до Японії. До 31 грудня есмінець перебував на доковому ремонті в Куре.
З квітня 1943-го «Сіракумо» залучили до операцій у північній зоні. 15―19 квітня він супроводив важкий крейсер «Мая» з Йокосуки до Омінато (важлива база ВМФ на північному завершенні Хонсю), а 27―29 квітня ескортував його далі до Парамуширу (Курильські острови), після чого узявся за патрульно-ескортну службу. 25 травня есмінець вийшов з Шумушу (інший острів Курильського архіпелагу) в транспортний рейс до Киски (зайнятий японцями влітку 1942-го острів на заході Алеутів), проте за кілька діб цей рейс скасували.
6 червня 1943-го «Сіракумо» зіткнувся в тумані з есмінцем «Нумакадзе», після чого 7 червня прибув для аварійного ремонту на Парамушир. 12—16 червня він пройшов до Омінато для дальшого відновлення, а з середини липня проходив модернізацію у Хакодате. Під час останньої з корабля зняли одну установку головного калібру та додали три строєні й одну спарену установки 25-мм зенітних автоматів.
22 вересня 1943-го «Сіракумо» прибув до Омінато та знов узявся за патрульно-ескортну службу, а з 16 листопада по 20 грудня проходив на цій базі черговий ремонт. По його завершенні есмінець вирушив 28 грудня для ескортування танкера «Тейо-Мару» до Парамуширу, а потім звідти до Йокосуки, куди кораблі прибули 13 січня 1944-го.
З 3 по 5 лютого 1944-го «Сіракумо» виходив у море для допомоги ескортному авіаносцю «Унйо», який за два тижні до того був торпедований підводним човном біля Маріанських островів, а під час подальшого переходу до Японії потрапив у важкий шторм. 7 лютого 1944-го «Сіракумо» знову рушив до Омінато, а з 25 лютого по 10 березня ескортував конвої до Парамуширу та назад.
16 березня 1944-го Сіракуму вийшов з Кусіро (східне узбережжя Хоккайдо) для супроводу конвою на курильський острів Уруп. Тієї ж доби він був торпедований і потоплений підводним човном «Тоутог». Загинули всі, хто перебували на борту корабля.